# Marcelo Azcárraga y Palmero
Marcelo Azcárraga y Palmero (Manila, 1832 — Madrid, 1915) foi um político da Espanha. Ocupou o lugar de presidente do governo de Espanha.